# محمد مایلی‌کهن
محمد مایلی‌کهن (زادهٔ ۳۰ خرداد ۱۳۳۳) بازیکن پیشین و مربی فوتبال اهل ایران است. او هم‌اکنون نائب‌رئیس دوم کانون مربیان فوتبال ایران است. وی ۱۴ سال عضو باشگاه فوتبال پرسپولیس و بازیکن تیم ملی فوتبال ایران از جمله در بازی‌های آسیایی ۱۹۸۲ بود.
مایلی کهن مربی تیم‌های باشگاهی مختلفی در ایران بوده‌است. او یکبار به مدت دو سال و بار دیگر به مدت هفده روز سرمربی تیم ملی ایران بود و یکبار هم سرپرستی تیم امید را در زمان مربی گری محمد خاکپور بر عهده گرفت. کسب مقام چهارم جام جهانی فوتسال ۱۹۹۲ و مقام سوم جام ملت‌های آسیا ۱۹۹۶ مهم‌ترین موفقیت‌های مایلی کهن در عرصه مربی‌گری هستند. کسب نتایج پیروزی ۰-۳ مقابل عربستان و ۲-۶ مقابل کره جنوبی در آن دوره از جام ملتها، همچنان بهترین نتیجه ایران مقابل آن دو تیم به شمار میرود.

## دوران بازی

#### پرسپولیس
محمد مایلی کهن با ۱۴ سال بازی برای پرسپولیس، پس از علی پروین بیشترین سابقه بازی در این تیم را دارد. مایلی کهن از بهمن ۱۳۵۴ تا بهمن ۱۳۶۸ برای پرسپولیس به میدان رفت.

## دوران مربیگری

### رده ملی

#### تیم ملی فوتبال داخل سالن
در مسابقات جهانی فوتسال ۱۹۹۲ در هنگ کنگ سرمربی تیم ملی فوتسال ایران بود که با این تیم به مقام چهارم مسابقات دست یافت.

#### دستیاری در تیم‌های ملی بزرگسالان و جوانان
پس از آن برای مدتی به عنوان کمک مربی دوم تیم ملی فوتبال ایران در مسابقات انتخابی جام جهانی ۱۹۹۴ فعالیت کرد. در این دوره علی پروین سرمربی تیم ملی و ناصر ابراهیمی کمک مربی اول تیم بود. پس از عملکرد ناموفق تیم ایران در مرحله نهایی آن مسابقات، در کنفرانس خبری ای که پس از آخرین مسابقه ایران در قطر برگزار شد، مایلی کهن یک خبرنگار ایرانی را مضروب کرد و به همین خاطر به‌طور مادام العمر از مربیگری محروم شد. اما یک سال بعد بخشیده شد و به عنوان دستیار بهمن صالح نیا در تیم ملی جوانان منصوب گردید.

#### سرمربی گری تیم ملی بزرگسالان

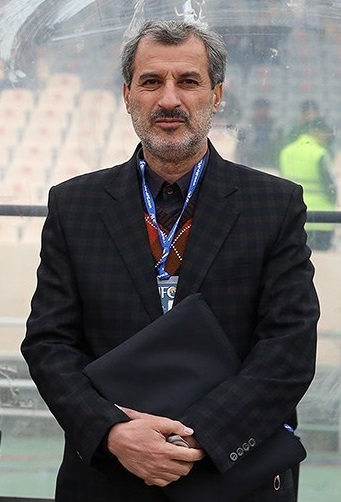
محمد مایلی‌کهن

مایلی کهن دو مرتبه به عنوان سرمربی تیم ملی فوتبال ایران انتخاب شد؛ بار اول در سال ۱۳۷۴ و بار دوم در سال ۱۳۸۸.
در پایان لیگ آزادگان در زمستان سال ۱۳۷۴ و در حالی که گمانه زنی‌ها در مورد انتخاب سرمربی تیم ملی حول اسامی ناصر حجازی، فیروز کریمی، محمود یاوری، و چند مربی سرشناس خارجی می‌گشت، مایلی کهن و دیگر دستیار تیم ملی جوانان، مجید جهانپور، به عنوان مربیان تیم ملی بزرگسالان اعلام شدند. برای مدتی مشخص نبود که آیا قرار است فرد دیگری به سرمربی به این جمع اضافه شود یا خیر. اما سرانجام مشخص شد مایلی کهن سرمربی تیم ملی و جهانپور و فریادشیران دستیاران وی خواهند بود و تیم را در مسابقات انتخابی جام ملتهای آسیای ۱۹۹۶ هدایت خواهند کرد. این مسئله به ویژه از این جهت مورد انتقاد مطبوعات واقع شد که مایلی کهن پیش از آن سابقه سرمربی گری در هیچ تیم باشگاهی یا ملی را نداشت.
تیم ایران با ۶ برد در مقابل تیم‌های عمان، سریلانکا، و نپال به مرحله نهایی مسابقات در امارات صعود کرد. در مرحله نهایی تیم ایران پس از شکست در مقابل عراق در بازی اول، در سایر مسابقات بازیهای خوب و هجومی ای از خود به نمایش گذاشت و توانست با دو پیروزی به یادماندنی در مقابل عربستان و کره جنوبی، شکست در مقابل عربستان در ضربات پنالتی، و پیروزی در مقابل کویت در ضربات پنالتی نهایتاً به مقام سوم مسابقات برسد.
پس از آن کارش در تیم ملی را با هدایت تیم در مسابقات انتخابی جام جهانی ۱۹۹۸ ادامه داد. تیم ایران در اواخر رقابت‌های گروهی دچار افت شدیدی شد و با شکست در مقابل عربستان و قطر رتبه اول گروه را از دست داد و راهی پلی آف شد. در پی شکست ۲–۰ از قطر در پایان مرحله گروهی، مایلی کهن از سرمربی گری تیم ملی برکنار شد تا والدیر ویرا سرمربی تیم ملی امید هدایت تیم بزرگسالان را در مسابقه پلی آف در مقابل ژاپن به عهده بگیرد. در طی سالهای ۱۹۹۵–۱۹۹۷، او هدایت تیم ملی را در ۴۰ بازی به عهده داشت که حاصل کار او ۲۵ برد، ۸ مساوی، ۷ باخت بود.
او در ۱۷ فرودین ماه سال ۱۳۸۸ در پی برکناری علی دایی از سرمربی‌گری تیم ملی ایران برای دومین بار به عنوان سرمربی تیم ملی انتخاب گردید. اما در پی اتفاقاتی که بعد از بازی استقلال - سایپا روی داد و بیانیهٔ توهین آمیزش وی در تاریخ ۱ اردیبهشت ۱۳۸۸ با صدور بیانیه‌ای دیگر از ادامه مربی‌گری تیم ملی فوتبال ایران استعفا کرد. او در این بیانیه با سخره گرفتن انتقاداتی که از وی شده وضعیت فوتبال ایران را با زبان کنایه زیر سؤال برد. فدراسیون فوتبال نیز بلافاصله با این استعفا موافقت نمود.

#### سرمربی گری تیم ملی امید
در فصل ۸۲–۸۳ لیگ برتر و زمانی که سرمربی تیم سایپا بود، به عنوان سرمربی تیم امید ایران منصوب شد تا تیم ایران را آماده حضور در مسابقات انتخابی المپیک ۲۰۰۴ کند. او در این دوره برای مدتی به‌طور همزمان هدایت هر دو تیم سایپا و تیم ملی امید را برعهده داشت. پس از پیروزی در مقابل مالزی، تیم ایران در تهران در مقابل کره جنوبی و در چین مقابل تیم امید چین شکست خورد تا مایلی کهن از کار برکنار شود. تیم سایپا در این فصل در بین ۱۴ تیم لیگ برتر در رتبه سیزدهم قرار گرفت، اما از آنجا که قرار بود برای فصل بعد تعداد تیم‌ها به ۱۶ تیم افزایش پیدا کند سایپا در فصل بعد لیگ برتر هم شرکت کرد.

### رده باشگاهی
شهرداری تبریز
او به‌همراه این تیم به لیگ دسته دوم آزادگان سقوط کرد. هنوز در آن زمان لیگ برتر تشکیل نشده بود و بالاترین رده رقابت‌های باشگاهی مسابقات دسته اول جام آزادگان بود.

#### ملوان بندرانزلی
بعداز سقوط ملوان با سرمربی گری محمد احمدزاده به لیگ دسته یک مسئولان باشگاه به دنبال این مربی با تجربه رفتند
تیم مایلی کهن از اولین هفته تا آخرین هفته فصل مدعی قهرمانی لیگ آزادگان بودند که متأسفانه دو هفته آخر رو با بدشانسی پشت سر گذاشته و به مقام سومی دست یافتند

#### پیکان
بهترین فصل را با مایلی کهن پشت سر گذاشتند

##### سایپا
هم‌زمان با مربی گری در سایپا هدایت تیم ملی هم به عهده داشت

#### فولاد خوزستان
در فصل ۸۶–۱۳۸۵ به عنوان سرمربی فولاد خوزستان منصوب شد. فولاد که فصل ۸۴–۱۳۸۳ را با قهرمانی لیگ برتر به پایان برده بود، در این فصل نتایج خوبی گرفت تا مایلی کهن در اواسط فصل بخاطر مشکلات با باشگاه استعفاء داده و نهایتاً فولاد به دسته یک سقوط کند.

#### گهر درود
محمد مایلی کهن در نیم فصل دوم فصل ۹۲–۱۳۹۱، به تیم گهر درود پیوست. تیم گهر در نیم فصل اول به دلیل استاندارد نبودن استادیومش از بازی در ورزشگاه خانگی محروم بود و قبل پیوستن مایلی کهن تنها ۸ امتیاز از ۱۲ بازی به دست آورده بود. در نیم فصل دوم به تیم گهر اجازه بازی در خانه داده شد، اما این تیم توانست نتایج مناسبی کسب نماید. تیم مایلی کهن طی ۲۲ بازی ۴۴ امتیاز کسب کرد

## تحصیلات
مایلی کهن در سال ۱۳۵۶ مدرک لیسانس تربیت بدنی و در سال ۱۳۸۴ فوق لیسانس تربیت بدنی خود را دریافت کرد.

## حاشیه‌ها

### کارشناسی در شبکه من و تو
در حالی که استفاده از ماهواره در ایران ممنوع می‌باشد، مایلی کهن در برنامه‌ای تحت عنوان «آفساید» در شبکه ماهواره‌ای من و تو، به صورت تلفنی با این شبکه گفتگو کرده و به تحلیل مسائل روز فوتبال می‌پردازد.

### انتشار عکس قدیمی
در اوج درگیری‌های کلامی بین محمد مایلی کهن و علی دایی، انتشار عکس قدیمی از محمد مایلی کهن که بر روی آن عبارت University of California نوشته شده بود، موجب شد تا علی دایی با اشاره به این عکس، وی را شخصی دو رو بخواند که مدام رنگ عوض می‌کند.
البته خود مایلی کهن در برنامه نود این عکس را مایه افتخار خود دانست.

### ابراز علاقه به داریوش اقبالی
محمد مایلی کهن در برنامه نود خطوط قرمز صدا و سیما را شکسته و از داریوش به عنوان خواننده مورد علاقه خود نام می‌برد؛ این موضوع باعث کارت زرد صدا و سیما به برنامه نود شد؛ و همچنین مایلی کهن ممنوع‌التصویر شد.

### زندان
در پی شکایت علی دایی از مایلی‌کهن، دادگاهی بدوی در ۲۸ مرداد ۱۳۹۳، وی را به ۴ ماه حبس تعزیری و پرداخت ۱۰۰ هزار تومان جزای نقدی، محکوم کرد. همچنین بر اساس همین حکم، نادر فریادشیران هم حکم ۹۱ روز زندان تعلیقی و ۱۰۰ هزار تومان جریمه نقدی را گرفت. این رای در دادگاه تجدید نظر نیز تأیید شد. وی در در تاریخ ۲۰ آبان همان سال، برای اجرای حکم با دستبند به زندان اوین منتقل شد. بلافاصله بعد از انتقال مایلی کهن به زندان اوین، محمود گودرزی، وزیر ورزش و جوانان به معاونت حقوقی این وزارتخانه دستور پیگیری آزادی محمد مایلی کهن را صادر کرد. با رضایت علی دایی، وی در ۲۴ آبان ۱۳۹۳ از زندان آزاد شد.

### اشاره غیرمستقیم به اسرائیل
مایلی کهن در یک برنامه تصویری به میزبانی کریم باقری، فوتبالیست سابق ایران، که از اینترنت پخش می‌شود در سخنانی گفت اگر ایران سازمان ملل متحد را قبول دارد، باید تمام اعضایش را قبول داشته باشد و نمی‌تواند برای کشوری که جزو این سازمان است آرزوی نابودی کند. این بخش از صحبت‌های او در شبکه‌های اجتماعی دست به دست شده‌است. با اینکه وی مشخص نکرده‌است منظورش به کدام کشورهاست اما استنباط می‌شود صحبت او به موضع ایران در قبال اسرائیل برمی‌گردد.